# Фріц Гузер
Фріц Гу́зер (Ху́зер; нім. Fritz Huser; нар. 15 червня 1952, Веттінген, Баден, Ааргау, Швейцарія) — швейцарський художник та ілюстратор.

## Біографія
Провів дитинство і юність у Веттінгені, Фрібурі та на Готтарді. Закінчив курс навчання декору інтер'єрів. Працював у театрі, кіно, на швейцарському телебаченні. З 1984 року зосередився на малярстві.
Після навчальної поїздки в Прованс почав експериментувати з піском і пігментами з кольорових крейдяних порід. Розробив унікальну художню техніку, що дає змогу створювати полотна своєрідного колориту, з характерною сухою зернистою поверхнею, у впізнаваному «атмосферному», іронічно-поетичному авторському стилі.
Учасник швейцарських і зарубіжних художніх виставок, автор численних замовних робіт. З 1999 року — постійний резидент ленцбурзького культурного центру Мюллерхаус, де разом із дружиною-художницею Брігітте Гузер (нім. Brigitte Huser) щорічно проводить іменну виставку-продаж «Гузерівський художній кіоск» (нім. Husers Kunst Kiosk).
Живе з дружиною в Байнвілі-ам-Зее, Ленцбурзі та на Готтарді.